# Enea, Anchise e Ascanio
Enea, Anchise e Ascanio è un gruppo scultoreo di Gian Lorenzo Bernini, eseguito tra il 1618 e il 1619, conservato nella Galleria Borghese a Roma.

## Storia
Domenico Bernini, figlio di Gian Lorenzo, attribuiva l'opera al padre quindicenne, datandola quindi al 1613, proponendo una datazione che verrà accettata anche da Filippo Baldinucci. Il ritrovamento di una nota di pagamento per il piedistallo risalente al 1619 ha posticipato la realizzazione del gruppo scultoreo a ridosso di questa data (1618-1619): l'opera sarebbe stata quindi realizzata da un Gian Lorenzo ventiduenne e con la sola collaborazione del padre Pietro.
Di fatto è comunque il gruppo scultoreo più antico dei quattro che il cardinale Scipione Borghese commissionò al giovane e già riconosciuto talento (gli altri sono l'Apollo e Dafne, il Ratto di Proserpina, e il David). L'opera, che arreda la villa di Scipione Borghese fuori Porta Pinciana sin dall'ottobre 1619, è esposta dal 1888 nella Sala del Gladiatore alla Galleria Borghese, a Roma.

## Analisi
Il soggetto è ripreso dal secondo libro dell'Eneide di Virgilio, dove si racconta della rocambolesca fuga di Enea, Anchise e Ascanio da Troia in fiamme; la materia, pur essendo desunta dal testo virgiliano, è comunque interpretata da Bernini con un ampio ricorso a spunti personali e una grande profondità di pensiero. Enea ha sulle spalle il vecchio padre Anchise, paralizzato nelle gambe e con la schiena ricurva, che reca in mano il vaso con le ceneri degli antenati (i Lari Tutelari). Il terzo personaggio è il piccolo Ascanio, figlio di Enea, che segue i due parenti stringendo nella mano l'eterno fuoco custodito nel tempio di Vesta che accenderà la nuova vita di Roma.
La diversa età dei tre protagonisti ha dato occasione all'artista di esibire il suo virtuosismo tecnico nella resa della pelle dei tre soggetti: vellutata e morbida del bambino, vigorosa e turgida di Enea, molle e raggrinzita di Anchise. Notevole, inoltre, il dinamismo non solo fisico (con la composizione ascendente a spirale, ancora legata alle vecchie forme manieriste), bensì anche psicologico che anima il marmo. Anchise, pur timoroso, è ottimista e sostiene amorevolmente in alto il simbolo della patria abbandonata; Enea è segnato da una virile rassegnazione, e dai presagi che lo vogliono fondatore della nuova civiltà romana, mentre il riccioluto Ascanio è spaventato eppure speranzoso, proprio come il nonno Anchise.
L'opera, in un certo senso ancora sperimentale, rivela inoltre una meditata riflessione su numerosi brani pittorici. Tra i riferimenti iconografici più significativi troviamo il San Girolamo di Caravaggio, cui Bernini si rifece per la figura di Anchise, ma anche l'Ultima comunione di San Girolamo di Domenichino, l'Incendio di Borgo di Raffaello Sanzio e il Tondo Doni di Michelangelo.